# Föderative

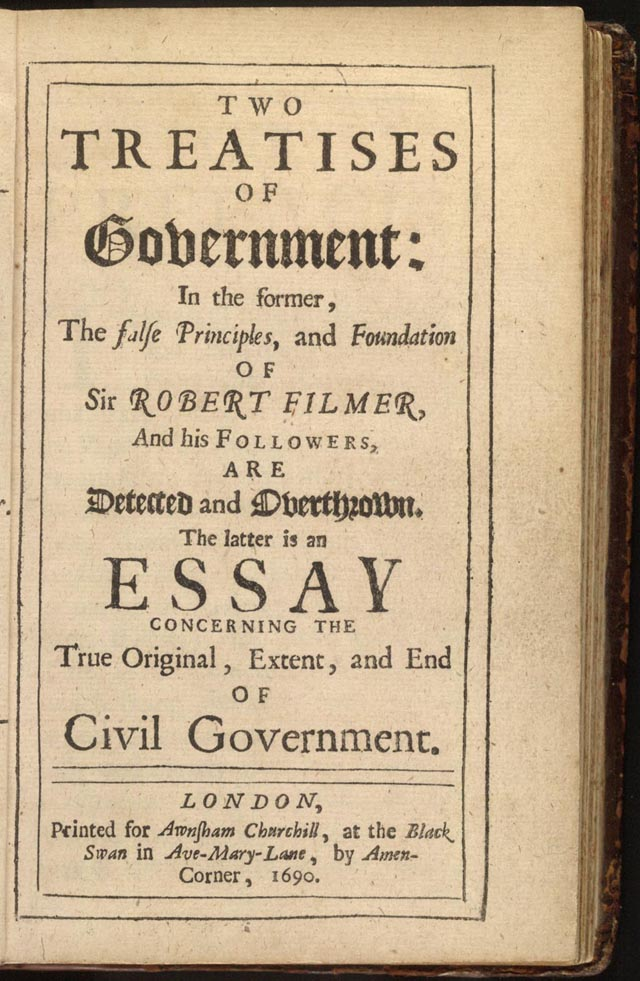
In dem 1689 anonym veröffentlichten Werk Two Treatises of Government erläuterte John Locke seine Idee der Föderative (Book II, §§ 145 ff.)

Die Föderative (englisch federative) oder föderative Gewalt (englisch federative power) ist laut John Locke eine Gewalt, welche die Macht über Frieden und Krieg, Allianzen und alle anderen außenpolitischen Angelegenheiten umfasst. Dabei ist die Föderative wie die Exekutive eine der Gewalten des Menschen im Naturzustand, die er zu seinem Wohl durch den Gesellschaftsvertrag abgibt. Neben der Legislative und der Exekutive ist die Föderative damit die dritte Gewalt in Lockes Gewaltenteilungsschema. Dieses Konzept erläuterte John Locke erstmals in seinem 1689 anonym veröffentlichten Werk Two Treatises of Government (Zwei Abhandlungen über die Regierung). Hinzu kam als vierte Gewalt die Prärogative, die außerhalb des Gesetzes zum Wohl des Volkes eingesetzt werden durfte. Die heute gebräuchliche Judikative führte 1748 Montesquieu ein.
Föderative und Exekutive unterscheiden sich nach Locke vor allem in ihrem Wirkungskreis. Während die Exekutive die Durchsetzung von Gesetzen und die Wahrung der Sicherheit innerhalb der Gesellschaft regelt, hat die Föderative die Sicherheit gegenüber all jenen zu gewährleisten, welche sich außerhalb der jeweiligen Gesellschaft befinden. Da der Umgang von Personen außerhalb der jeweiligen Gesellschaft nicht wie der Umgang der Bürger untereinander umfassend durch Gesetze, also durch die übergeordnete Gewalt der Legislative, geregelt werden kann, ist es in der Regel notwendig, die föderative Gewalt an die Exekutive abzugeben, damit die notwendigen Entscheidungen getroffen und durchgeführt werden können. In der Realität scheint es Locke kaum praktikabel, die Föderative und Exekutive klar voneinander zu trennen oder sie in die Hände verschiedener Personen zu legen, da dies die Gefahr von Unordnung und Niedergang berge.